# Navares de Ayuso
Navares de Ayuso is een gemeente in de Spaanse provincie Segovia in de regio Castilië en León met een oppervlakte van 14,84 km². Navares de Ayuso telt 55 inwoners (1 januari 2016).

## Demografische ontwikkeling
Bron: INE, 1857-2011: volkstellingen